# Близнакът (филм)
„Близнакът“ (на английски: Gemini Man) е американски екшън трилър от 2019 г. на режисьора Анг Лий, по сценарий на Дейвид Бениоф, Били Рей и Дарън Лемке, с участието на Уил Смит, Мери Елизабет Уинстед, Клайв Оуен и Бенедикт Уонг.

## Актьорски състав
| Актьор                | Роля                          |
| --------------------- | ----------------------------- |
| Уил Смит              | Хенри Броган / Джаксън Броган |
| Мери Елизабет Уинстед | Даниел Закаревски             |
| Клайв Оуен            | Клейтън Варис                 |
| Бенедикт Уонг         | Барън                         |